# Maison du Japon
La Maison du Japon est une résidence étudiante située au sein de la Cité internationale universitaire de Paris inaugurée le 10 mai 1929.

## Histoire
La première pierre fut posée par le beau-frère de l'Empereur, le Prince Ri, en 1927. Le porche d'entrée est décoré d'un panneau représentant le soleil levant sculpté par Henri Navarre qui signe aussi la frise en verre de la salle de réunion.
Tsugouharu Foujita a peint deux fresques murales dans le grand salon et le hall : « L’Arrivée des occidentaux au Japon » et « Les Chevaux ».